# 上坂都子
上坂 都子（うえさか みやこ、1970年11月14日 - ）は、日本の女性俳優、声優。福岡県出身。スターダス・21所属。

## 出演作品

### テレビドラマ
- 美しき罠
- 緋の十字架（佐藤房子）
- ザ・ジャッジ

### テレビ
- 魔女たちの22時

### 吹き替え
- iCarly
- イントルーダーズ（Dr.レイチェル）
- WITHOUT A TRACE/FBI 失踪者を追え!
- コールドケース
- ザ・ケープ 漆黒のヒーロー
- サンドゥ、学校へ行こう!
- シークレット・ガーデン
- 恕の人 -孔子伝-
- 親愛なるきみへ
- スイート16 キャンドルに願いを
- チャームド 〜魔女3姉妹〜（シーラ）
- 鉄の王 キム・スロ（チョバンの妻）
- ドクター・フー
- 弁護士イーライのふしぎな日常
- ミス・マープル4 なぜ、エヴァンズに頼まなかったのか?（ロバーツ夫人）
- ミディアム 霊能者アリソン・デュボア
- ミルドレッド・ピアース 幸せの代償
- ロマンスが必要
- 私はラブ・リーガル

### ゲーム
- 龍が如く（澤村由美）

### CM
- 旅師小島屋 中年旅行リピート

### ラジオ
- 旅師小島屋 中年旅行リピート

### PV
- UFJつばさ証券　顧客案内ビデオ（UFJつばさ証券）
- 富士火災

### 舞台
- 女が階段を上がる時（黒門町公演）
- 皇帝ハドリアヌス（今和朗プロデュース）
- 雨（劇団まんだらプロデュース、作：井上ひさし）
- でんぶの湖〜大菩薩峠より〜（劇団まんだらプロデュース、シアタートラム）
- 抜け弁天（黒門町公演）
- Prism〜この瞬間光は輝くだろう〜（Pure/渋谷spece EDGE）
- oh!神様（キモサベパンセッション、シアターサンモール）
- やっぱりあっぱれ女たち（黒門町公演）
- 三途の川（黒門町公演）
- 幕末・明治 高橋お伝（黒門町公演）
- 帯がほどけた京女たち（黒門町公演）
- 暗殺の刻―罠（作：若葉トシヒロ、演出：狭間鉄、武蔵野芸術劇場）